# 아마톡신
아마톡신(amatoxin)은 알광대버섯을 비롯한 광대버섯속, 종버섯속, 황토버섯속, 갓버섯속 등 일부 독버섯에 들어있는 독성 물질이다.

## 구조

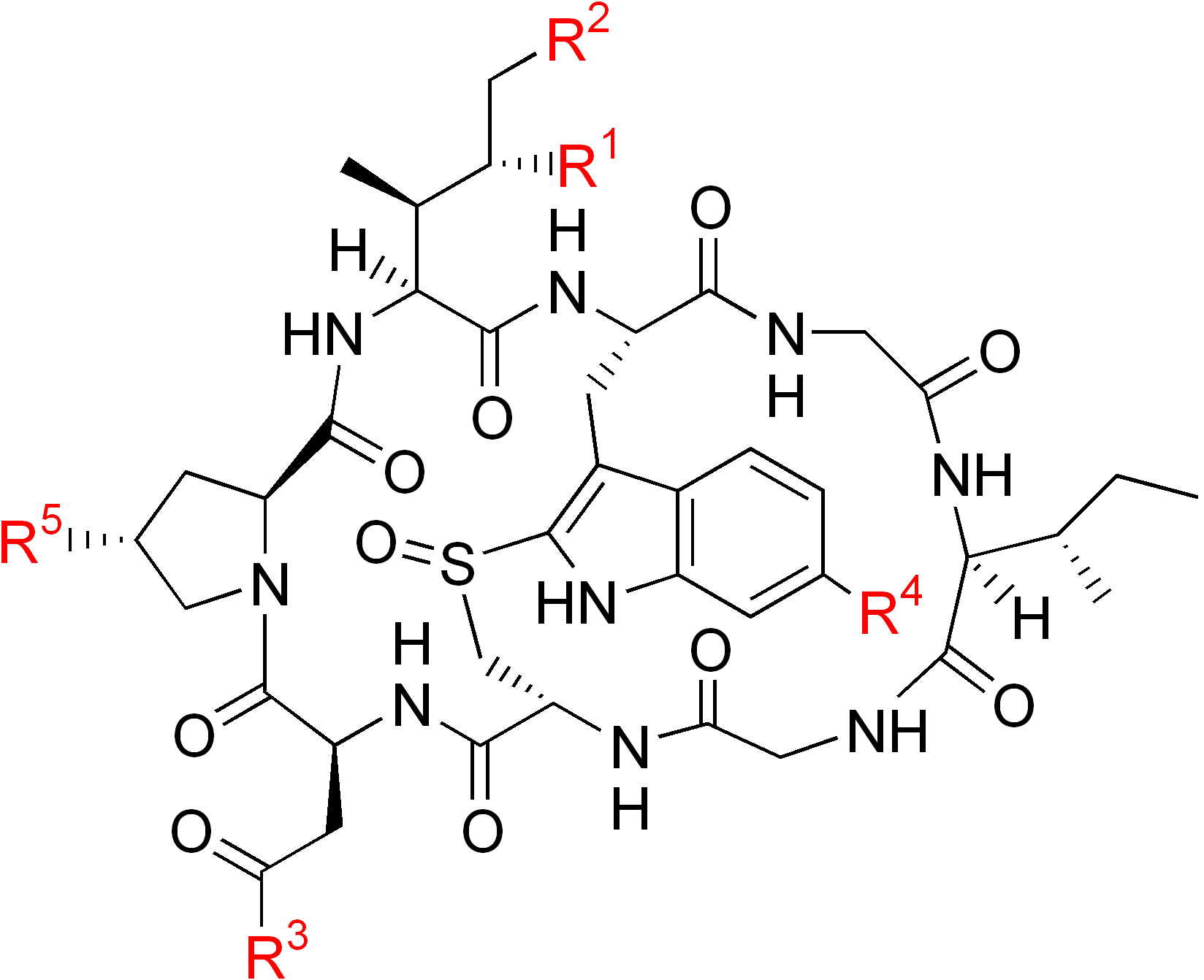
아마톡신 화합물들의 구조식. 검은색의 기초 구조는 모든 화합물이 동일하며, 빨강으로 써져 있는 R1~5에 붙는 기에 따라서 화합물이 달라진다.

이 화합물들은 보존된 거대한 두 고리가 붙어 있는 모양에 8개 아미노산기들이 붙어 있는 모양으로 비슷하게 생겼다. 이 화합물들은 1941년 하인리히 오토 빌란트와 루돌프 할레르마예르가 분리하는데 성공했다. 모든 아마톡신은 마지막 8개 아미노산이 프롤릴 올리고펩티드 가수분해효소로 분해되어 있는 형태의 35개 아미노산 단백질 올리고펩티드로 구성되어 있다.
현재 알려진 아마톡신은 10가지가 있다. 아래는 그 화합물의 목록이다.
| 이름         | R1 | R2 | R3  | R4 | R5 |
| ------------ | -- | -- | --- | -- | -- |
| α-아마니틴   | OH | OH | NH2 | OH | OH |
| β-아마니틴   | OH | OH | OH  | OH | OH |
| γ-아마니틴   | H  | OH | NH2 | OH | OH |
| ε-아마니틴   | H  | OH | OH  | OH | OH |
| 아마눌린     | H  | H  | NH2 | OH | OH |
| 아마눌린산   | H  | H  | OH  | OH | OH |
| 아마니나미드 | OH | OH | NH2 | H  | OH |
| 아마닌       | OH | OH | OH  | H  | OH |
| 프로아마눌린 | H  | H  | NH2 | OH | H  |

δ-아마니틴도 보고되었으나, 화학 구조가 정해지지 않았다.

## 독의 매커니즘
아마톡신은 전령 RNA(mRNA), MicroRNA, 소형 핵RNA(snRNA) 합성에 필수적인 효소인 RNA 중합효소 II의 강력하고 선택적인 억제제이다. 단백질 생합성에 필수적인 mRNA가 없는 세포는 신진대사를 멈추고 세포 용해가 일어난다. 독버섯의 일종인 알광대버섯의 RNA 중합효소는 아마톡신 독의 영향을 받지 않기 때문에 독버섯이 스스로 죽는 일은 없다.

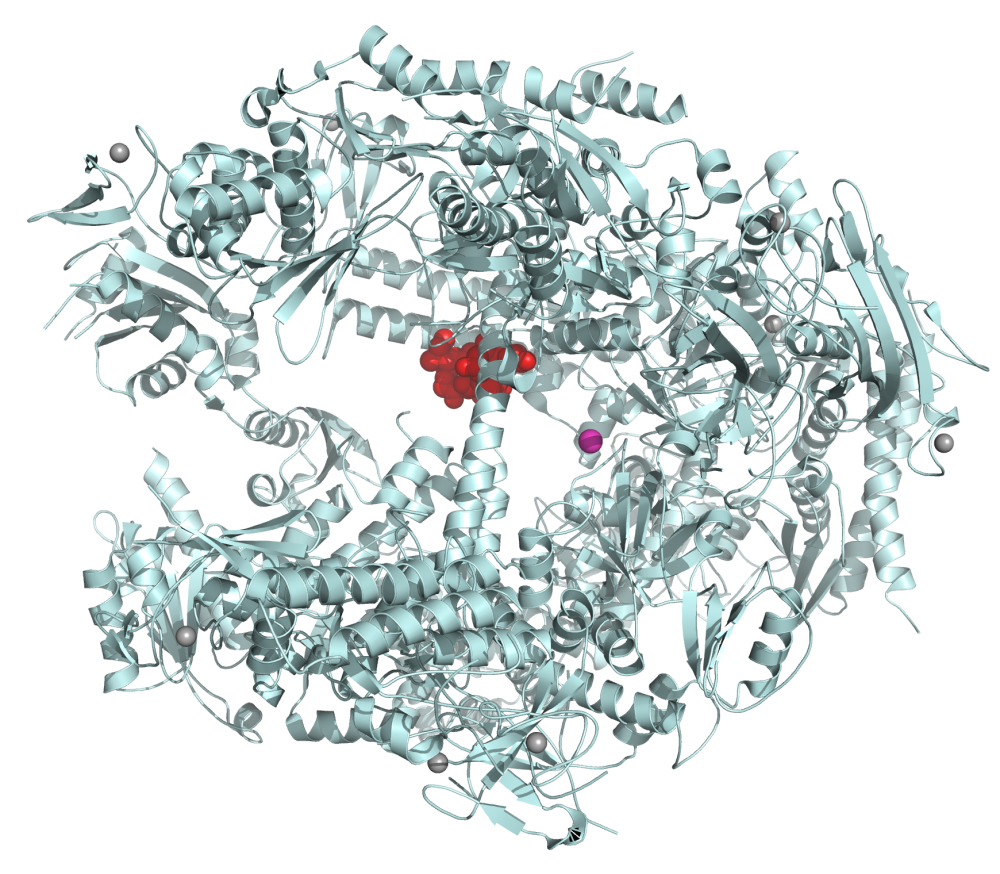
맥주효모균(Saccharomyces cerevisiae)의 RNA 중합효소 II에 α-아마니틴(빨강)이 결합된 모습. 에서 가져옴.

오른쪽의 그림은 부쉬넬 박사 등이 2002년 밝혀내고 촬영한 아마톡신 α-아마니틴 복합체와 결합하고 있는 RNA 중합효소 II의 결정체 그림이다. 이 결정체를 통해 α-아마니틴은 주로 RNA 중합효소 II 복합체의 다리 나선에 35개 길이의 보존된 아미노산이 들러붙으면서 영향을 주는 것으로 밝혀졌다. 이 다리 나선은 구조적으로 상당히 중요한데, N말단과 C말단의 연결부에 뉴클레오타이드가 들어가는 때 구조가 바뀌면서 전사과정에서 중요한 역할을 맡는다. 이 다리 나선이 가진 역할 중 하나는 DNA가 전좌되기 쉽게 바꿔준다는 것이다. α-아마니틴은 RNA 중합효소 II의 다리 나선에 결합하며, 중합효소가 특정 형태에 있을 때에는 다리 나선 근처 인접한 단백질 복합체와도 결합한다. 이 결합으로 다리 나선이 고정되면서 DNA 전좌 과정이 매우 느려져 사실상 정지된다. 이때 중합효소 II에서의 DNA 전좌속도는 분당 수천 뉴클레오타이드에서 수개 뉴클레오타이드로 줄어든다.

## 중독 증상
아마톡신에 노출될 경우 위장관에서 흡수된 후 처음 거치는 기관인 간이 가장 많은 영향을 받는다. 아마톡신은 보통 섭취를 통해 노출되지만 피부 접촉을 통해 흡수되며 중독될수도 있기 때문에 콩팥이나 심장과 같은 다른 장기도 영향을 받는다. 구체적으로는 아마톡신을 섭취하거나 흡입하여 노출될 경우 호흡기 자극, 두통, 현기증, 메스꺼움, 호흡곤란, 기침, 불면증, 설사, 위장 장애, 허리 통증, 빈뇨 증상과 함께 간과 콩팥이 손상될 수 있으며 심할 경우 사망할 수도 있다. 예를 들어, β-아마니틴이 피부에 접촉될 경우 피부 자극, 화상, 발적, 심한 통증이 일어날 수 있으며 피부에서 흡수될 경우 섭취나 흡입을 통해 노출될 경우와 비슷한 증상이 일어난다. 눈과 접촉할 경우 눈 자극, 각막 화상, 눈 손상이 일어날 수 있다. 피부, 눈, 중추신경계 질환을 가지고 있는 사람이나 간, 콩팥, 폐기능 장애를 가지고 있는 사람이 아마톡신에 노출될 경우 더욱 민감할 수 있다.
추정 최소치사량은 0.1 mg/kg이며 성인 기준으로 7 mg이다. 내열성과 더불어 빠른 장내 흡수력으로 비교적 짧은 시간 안에 중독 증상이 나타난다. 중독으로 인한 가장 심각한 영향으로는 소엽중심 괴사와 지방간을 동반한 독성 간염 및 급성 간질성 신장병이며 두 증상 모두 간신증후군을 일으킨다.

## 치료법
아마톡신에 중독되었을 경우 고용량의 페니실린 투여와 함께 간 및 심장손상의 치료도 병행한다. 밀크티슬에서 추출한 실리비닌은 아마톡신 해독제로 쓸 수는 있으나 연구가 부족한 상태로 확실한 치료법은 아니다. 간신증후군이 일어날 경우에는 증상이 악화되지 않도록 혈역학적 안정성을 확보하기 위한 신중한 주의가 필요하다.

## 같이 보기
- 팔로톡신 (Phallotoxin)

## 참고 문헌
- (독일어) Eintrag zu Amanitine. In: Römpp Online. Georg Thieme Verlag, abgerufen am 7. Juni 2014.
- (독일어) Theodor Wieland: Amatoxine, Phallotoxine – die Gifte des Knollenblätterpilzes, Chemie in unserer Zeit, 13. Jahrg. 1979, Nr. 2, S. 56-63, ISSN 0009-2851